# 冀東防共自治政府
冀东防共自治政府，是1935年至1938年存在于中华民国河北省东北部的政权，由大日本帝国实际控制。
该政权成立于日本鼓动华北五省自治期间，并由殷汝耕担任政务长官。初期主要成立目的是迫使南京国民政府承认山东、山西、河北、察哈尔、绥远五省自治，后期转为日本掠夺当地资源及摧毁华北地区经济的工具。该政府一直保持亲日的态度，并且与其他日本掌控下的政权关系紧密。其统治也激起当地百姓的反抗，中国共产党和南京国民政府都在其管辖范围内进行各种反日活动；其中由南京国民政府策划、张庆余和张砚田率部制造的通州事件为甚，并使得该政权彻底失去实际的统治力。1938年，该政权被并入日本在北平策划成立的中华民国临时政府。

## 历史

### 背景

#### 华北自治运动

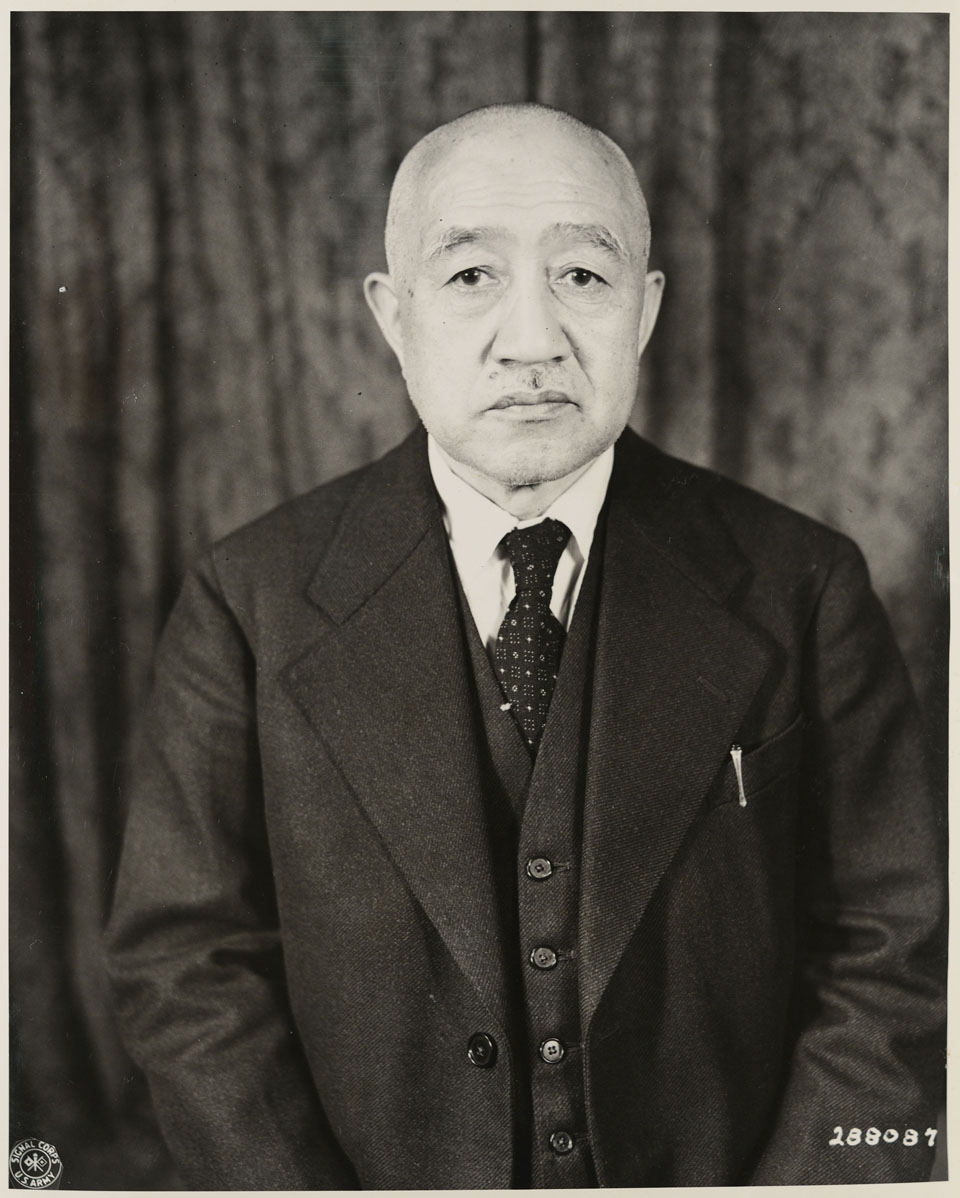
土肥原賢二照

1933年5月末，日本和南京国民政府签订《塘沽协定》。此后，日本的对华侵略重点开始转移到华北地区，其侵华政策也由“九一八”事变以来的武力解决，向非武力的“华北自治”转变。
1933年10月中旬，日本政府斋藤内阁召开会议，通过《帝国外交政策》，其中明确提出：“支持中国大陆上之分治运动，逐驱国民党政府势力于华北之外。”1934年12月，日本冈田内阁又制定《对中国新政策》，决定在加紧对中国进行经济扩张的同时，削弱国民党在华北的势力，使其日益缩小，从而在华北“形成不同于南京政权的形势”。冈田政府还明确表示，要在华北建立新的亲日政权，实现“华北分治”。这一对华新政策提出后，日本关东军和天津驻屯军先后召开会议，商讨实施“华北分治”的具体办法。到1935年4月，关东军司令南次郎与日本华北驻屯军司令梅津美治郎最后确定具体方案。这一方案就是在内蒙古地区建立蒙古自治政权的同时，“在华北地区制造自治政权”，使华北五省“脱离南京政府，建立一个在日本领导下同‘满洲国’有密切联系的特殊地域”。
1935年5月，河北特警总队奉于学忠之命，进人冀东，分驻通州、香河、宝坻、顺义、怀柔、三河、石门、抚宁一带。当月24日，日伪军上万人在遵化茅山围攻当地的抗日武装抗日救国军两千余人，在双方兵力对比悬殊的情况下，包括军队指挥官孙永勤在内的一千余名抗日救国军阵亡，其余一千四百余人突围入迁安县。日本方面借此事件，以中方撕毁《塘沽协定》为借口，迫使南京国民政府方面派代表何应钦与日本方面谈判。双方最终签署《何梅协定》，在《何梅协定》的约定之下，河北省主席于学忠辞去省长职务，并率51军前往陕西，省主席的职务由商震接替。因为总队为地方特警，不算正规部队，故没有随51军同行。于学忠临离河北时，曾密召张庆余、张砚田等嘱咐：好好训练军队，以待后命。同年7月，接替于学忠主持河北省政府的商震，将河北特警总队改名为河北保安队，仍驻守原防地。
6月5日，有4名在察哈尔省张北地区活动的日本间谍被国民党驻军扣留。日本关东军代表土肥原贤二以此为借口，在河北外围派驻大量兵力，并派空军反复在北平上空盘旋，借此向南京国民政府施加压力。南京国民政府在“攘外必先安内”的政策下，于6月19日免去宋哲元的察哈尔省主席之职，任命秦德纯代理省主席。27日，秦德纯与土肥原贤二在北平签订《秦土协定》。在这一协定下，中国方面撤换张北地区的中方军官，29军也从察哈尔撤走，中国内地居民被禁止迁入察哈尔省居住，察哈尔境内的全部地上抗日组织全部被取缔。
1935年6月28日，土肥原贤二指使原吴佩孚部将白坚武，以“正义自治军总司令”名义，率领数十名伪军，劫持驻扎于丰台的国军铁甲车两辆，前往北平城，并炮轰永定门，企图占据北平，从而组织新的亲日政权。由于驻扎在北平的国军迅速做出反应并击退白坚武部，关东军的该计划失败。
不久之后，土肥原贤二连同日本华北驻屯军司令官多田骏游说原北洋军阀头领吴佩孚、孙传芳，以协助二人东山再起为条件，识图鼓动吴、孙二人倡导“华北自治”。但由于吴、孙二人对日军没有好感，使得土肥原贤二和多田骏的这一尝试再次失败。
1935年10月18日，土肥原贤二又指使伪军头目武宜亭等在河北省香河县安抚寨召开“民众自救会」，以“民众倡导自治”为由，于21日在日本宪兵的直接配合下，衝入县城，组织自治政府，安厚斋出任香河县政府代县长，史称香河事件。结果新组建的政府遭到当地居民的强烈抵抗并于不久后垮台。此后，土肥原便通过策动宋哲元等华北实力人物“自治”，试图实现“华北分治”。
土肥原策动华北实力人物的计划是：“第一步先说服并切实掌握滦榆区兼蓟密区专员殷汝耕，第二步，在宋（哲元）、阎（锡山）、韩（复榘）、商（震）四人中选择突破口，首先切实掌握其中之一人，使之与冀东结合起来成立一个新政权；第三步再将其他三人包括进来。”
土肥原贤二于1935年11月11日到北平向宋哲元提出“华北高度自治方案”，限其于11月20日以前宣布“自治”，否则日军便会发起进攻，夺取河北、山东。为了配合土肥原的行动，关东军令其部队在山海关附近集结，作好向华北进军的准备，此外日军还派出巡洋舰、驱逐舰在大沽口海面活动，日方空军也多次在平津上空盘旋。最终宋哲元拒绝土肥原贤二的提议，并于11月19日离开北平，避往天津。在此前后，商震、韩复榘等也都借词推脱，使土肥原策动华北实力人物“自治”的计划落空。受挫的土肥原贤二于是将工作重点完全放在殷汝耕身上。

#### 殷汝耕投日本

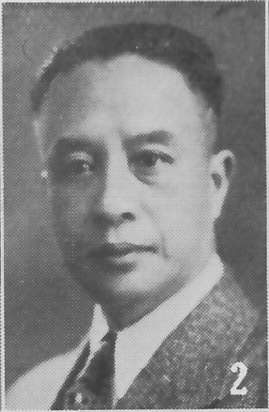
殷汝耕像

殷汝耕早年毕业于日本早稻田大学，娶了一个日本宪兵军官的妹妹为妻。返回中国后，在中日交涉中，他先后参加过上海“一二·八”《淞沪停战协定》谈判、济南事变谈判、《塘沽协定》、《何梅协定》等谈判，还参加过这些协定的善后处理工作。日本方面注意到殷汝耕相对其他中方人员特殊的家庭背景，以及其在谈判当中的软弱表现。此后，殷汝耕成为日方的重点争取对象。
早在1933年6月，根据《塘沽协定》，冀东大部分地区被划为“非武装区”。非武装区的治安，名义上由中国警察机关负责，行政由各县县长负责，中国正规军和日军均不得进入。但因停战区的保安队头目和县长都需要经由日方指派或同意，加上周围驻有日军，而察哈尔和河北驻防的国军29军以及51军都已经被调走，所以实际上非武装区已经完全由日方控制。当时，南京政府曾根据《塘沽协定》成立以于学忠为委员长的非武装区接收委员会，负责该区行政事务，决定将冀东22县划为两区：卢龙、迁安、抚宁、昌黎、滦县、乐亭、临榆、丰润、宁河等9县为第一区；通县、三河、宝坻、蓟县、香河、昌平、顺义、密云、怀柔、平谷、遵化、兴隆、玉田等13县为第二区。当年9月，南京政府行政院批准河北省在上述两区分设滦榆、蓟密两个行政督察专员公署，公署治所分别设在唐山和通县。10月，南京政府行政院北平政务整理委员会派陶尚铭、殷汝耕分别任滦榆、蓟密两区行政督察专员。1935年7月，殷汝耕调任滦榆区专员，苏玉琦任蓟密区专员。不久，经日方示意，和殷汝耕的老上司黄郛（时任北平政务整理委员会委员长）的推荐，殷汝耕兼任滦榆、蓟密两行政区督察专员。至此，整个非武装区的大权都掌握在殷汝耕一人手中。
殷汝耕在关东军方面的示意下，于11月15日，以滦榆、蓟密两区督察专员名义，致电平津卫戍司令宋哲元、山东省政府主席韩复榘，借促进宪政之名，要求“华北自治”。对此，宋哲元又予以拒绝，而韩复榘没有给予正面回应。这时，土肥原贤二遂向殷汝耕提出，由殷汝耕打起“地分自治”的旗号成立新的地方政府。殷汝耕对此不仅欣然同意，“而且表现出乎意料之外的决心”。二人经过讨论以后，殷汝耕于11月23日夜，在天津召集停战区各保安总队长张庆余、张砚田、李允声、李海天、赵雷等开会、商讨停战区“自治”问题，土肥原贤二亲自到会。会议决定“宣布停战区自治”。

### 成立

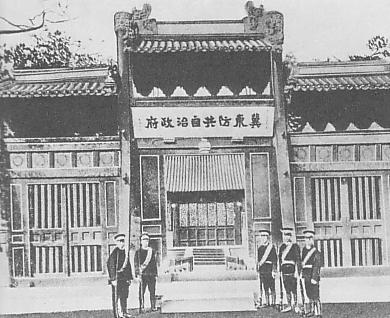
冀東防共自治政府总部大门

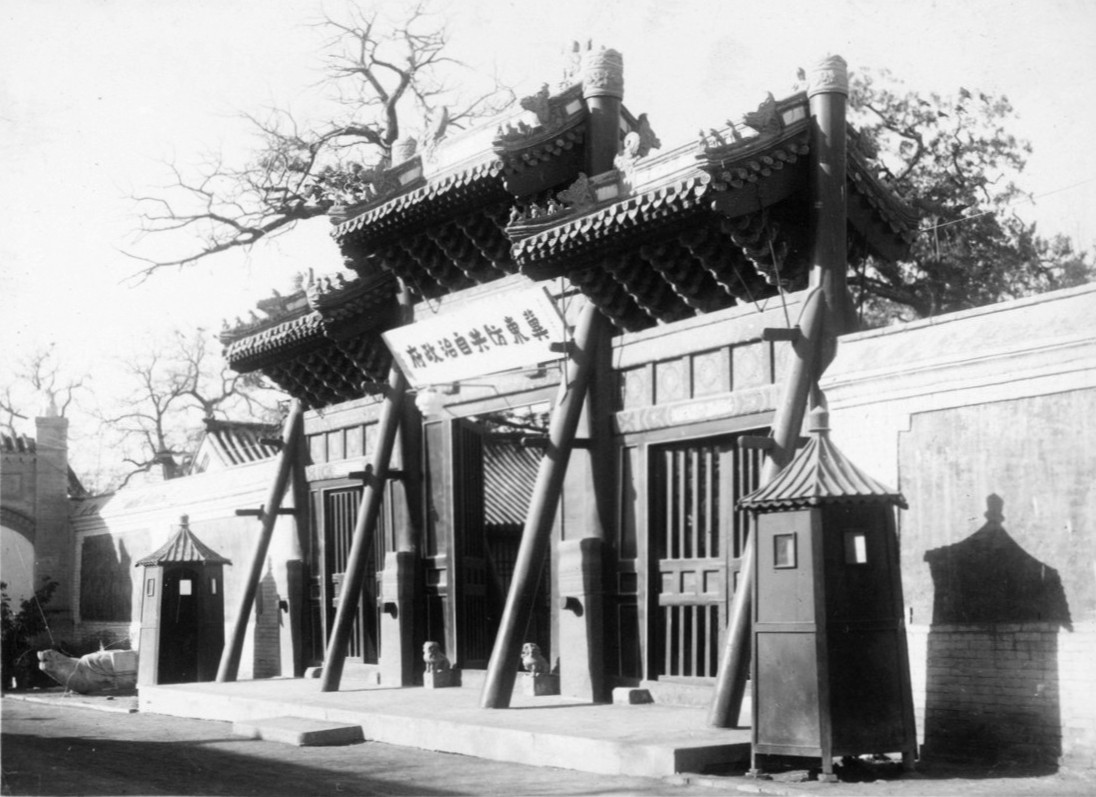
另一张照片

1935年11月24日，殷汝耕从天津返回通县，召集非武装区警政要员会议，宣布合并滦榆、蓟密两区为滦蓟区，并于当晚决定成立“冀东防共自治委员会”。殷汝耕以委员长名义发表“自治宣言”，声称“自本日起，脱离中央，宣布自治，举联省之先声，以谋东洋之和平”，并公开声明反对孙中山制定的“联俄容共”政策。同时，殷汝耕还向平津卫戍司令宋哲元、晋绥绥靖主任阎锡山、山东省主席韩复榘、山西省主席徐永昌、绥远省主席傅作义、北平特別市市长秦德纯、天津特别市市长程克、青岛特别市市长沈鸿烈等人分别发出通电，要他们“当此危急存亡之秋，宜定大计，挽救国家之灭亡，而负磐石之重任”。
11月25日，殷汝耕以冀东防共自治委员会名义，张贴布告：“爰于本年（民国24年）11月25日起，徇民众请求，在通县组织防共自治委员会，脱离中央，实行防共自治，努力防止赤化。……自布告日起，本区一切之外交、军政事项概由本会办理。”
冀东防共自治委员会以殷汝耕为委员长，池宗墨、张庆余、张砚田、李海天、李允声、赵雷、王厦才、殷体新为委员。在第一次委员会会议上，作出4项决议：
1. 组织监理处，监理冀东22县的交通事宜；
2. 组织冀东22县税款接收委员会，接收各县税收；
3. 在唐山设立冀东防共自治委员会办事处；
4. 派霍实赴北平日本大使馆，殷体新赴天津日本华北驻屯军司令部及领事馆，说明四点：
  1. 成立经过；
  2. 脱离中央党治，宣布自治，非脱离中国；
  3. 尽力维持地方治安；
  4. 负责保护日本侨民。

会后，霍实、殷体新立即分赴北平、天津执行会议内容，而殷汝耕则召开新闻发布会，会见中外记者，首先解释自己的行为，然后宣布施政纲领和新建政权的组织大纲。其组织大纲中称：“本委员会根据《塘沽协定》特殊之地区为范围，脱离中央政府，完成人民自治，以防止赤化，刷新内政，敦睦邻邦，开发富源，尽力确保东亚和平而增进人民福利为目的。……外交、军事由委员长掌握……一切行政虽服从中国现行法令，如必要则发布单独法令。”
冀东防共自治委员会成立时，没有举行任何仪式，只是由殷汝耕向其部属报告筹备组织成立的经过，宣布该新政权自即日起办公，机关驻地设于通县，辖区为两区原属22县、秦皇岛港口和唐山矿区。第二天，“冀东号”飞机就飞临北京和天津的天空，散发“庆祝自治”的传单。
殷汝耕的行动得到日本关东军和间谍机关的全力支持。殷汝耕按照日本方面的授意，在该委员会成立一个月后，即1935年12月25日，发表《冀东防共自治委员会改组冀东防共自治政府宣言》和《冀东防共自治政府组织大纲》，宣布成立冀东防共自治政府，使其成为满洲国之后的又一日本控制之下的傀儡政权。

### 发展
冀东防共自治委员会成立以后，日本方面开始加紧侵略华北的行动。1935年11月26日，国民政府行政院召开会议，决定撤销军委会北平分会，委派何应钦为行政院驻北平办事处长官，直接处理华北事务；委派宋哲元为冀察绥靖公署主任；下令河北省政府将滦榆专员殷汝耕免职查办；同时撤销滦榆、蓟密两区专员公署，其职务由河北省政府直接处理。 还下令河北、平津当局，不予承认冀东伪政府组织，并通缉捉拿殷汝耕，然而却要求不可引起非军事区的纠纷。 由于日本的干预和保护，使得国民政府的命令成为一纸空文。
1935年12月初，南京国民政府对日本方面的行动做出反应，指派宋哲元及王揖唐等人在北平设立冀察政务委员会。6日，中方将该会设置方案与日本关东军特务机关长土肥原贤二等交换意见。7日，南京国民政府与日方分别予以批准。该委员会拟以12月中旬成立，在7名委员中，有宋哲元派，有蒋介石派，还有与国民政府相背的亲日派。冀察政务委员会虽然没有公开挂出“自治”的招牌，但已把冀察置于南京政府管辖之外，成为变相的“自治”。在双方交涉当中，日本提出与华北政务委员会秘密订立《华北防共协定》要求。其條文內容為：
日本軍及冀察中國軍基於絕對排除共產主義的精神,切實地互相合作, 協議從事阻過共產主義的行為。
關於本協定的細目另行協議之。
本協定以日文為正文。
昭和十一年三月三十日
1935年12月9日，北平爆发“一二·九”运动。在中国共产党领导下，北平学生数千人走上街头，游行示威，高呼“反对华北自治”、“打倒日本帝国主义”、“停止内战一致抗日”等口号，向南京国民政府华北当局请愿。天津、保定、张家口、唐山、石家庄等地市民和学生纷纷集会和游行，声援北平学生爱国运动。12月16日，冀察政务委员会准备成立，北平学生1万多人又一次举行更大规模的游行示威，并在天桥举行几万人参加的群众大会，通过“不承认冀察政务委员会”、“反对华北任何傀儡组织”、“收复东北失地”等决议案。冀察政务委员会被迫延期至18日宣告成立。
1937年1月25日，殷汝耕在冀东广播电台发表讲演，以《冀东的防共使命》为题，鼓吹要联合德、意、日进行反共。他说：“我们想要防共，非要联合世界上反共国家共同努力不可。在欧洲须联合德意，在亚洲须联合日满，组织联合战线，一致迈进，或者可以把共祸根本铲除了。”

### 衰落
早在冀东防共自治委员会成立时，张庆余和张砚田就对该傀儡政府表示不满，但由于整个区域处于日军控制之下，于是密派信使赴保定向商震请示如何处置此事。商震答说：“目前不宜与殷汝耕决裂，可暂时虚与委蛇，余当负责向政府陈明。”
为了达到分离华北的目的，日方开始向华北增兵。1937年夏天，随着双方兵力聚集于北平周边一带，形式开始危急。当年6月上旬，日军汽车在通县日本守备队驻地门前的街上，轧死冀东防共自治政府保安队第一总队张庆余部的一名巡逻兵，其余士兵盛怒之下将车上司机拖下车殴打。通县日本守备队见状，当即对这支巡逻队缴械并全部带入守备队驻地殴打。张庆余得知此事后前往守备队要人，守备队随即释放巡逻队成员，但拒绝对肇事司机追责。
当年7月7日，七七事变爆发，全面抗战正式打响。7月27日，在多次展示冀东政府的五色旗的情况下，日军对冀东保安队驻地进行轰炸，造成十余人伤亡。当日凌晨3点，日军空军在与29军交战时误对冀东保安队开火，保安队随即展开还击对方驱逐。
在经过商议后，张庆余和张砚田二人于28日凌晨率部对通县城内日本人展开无差别攻击，目标涵盖通县县城内全部的日军军官和日本商人。通州事件之后，驻顺义、天津、大沽、塘沽、军粮城等地的保安队也发动袭击日军的事件。
通州事变彻底摧毁日本对冀东防共自治政府的信任。此后殷汝耕被迫辞职下野，而冀东防共自治政府也在通州难以存留，其残余人员乃于8月上旬从通州迁到唐山。该政府驻地设于唐山市区小山南、东新街大顺染厂北邻，后迁入唐山交通大学院内。冀东防共自治政府迁唐山后，由原秘书长池宗墨接任政务长官。冀东防共自治政府迁唐山后，鉴于唐山在政治、经济上的重要地位，于1938年1月28日明令设市，任命屈玉灿为唐山市长。2月，唐山市政府改称唐山市公署。

### 合并
1937年10月1日，《中日事变处理纲要》制定。《纲要》中提及，其制定的“真正目的在于尽快结束此次事变（指中国抗日战争），同时也作了长期战的准备”。《纲要》明确规定在占领区建立傀儡政权，起用当地亲日派充任行政机关首脑以确立统治的指导方针。为此，日本政府在10月派喜多诚一担任北平特务机关长，负责物色傀儡政府人选以组建亲日华北政权。不久，日本在华北地区成立了以原北洋政府时期的亲日派官僚王克敏为首，包括董康、汤尔和、朱深、王揖唐、齐燮元等在内的政府筹备处。1937年12月14日，在日本军方的幕后操纵下，中华民国临时政府在北平宣布成立，其政府首脑王克敏充任临时政府的行政委员会委员长。该政权成立时发表《政府成立宣言》，称要“绝对排除共产主义，发揚东亚道义”，并宣布以北洋政府时期的国旗“五色旗”为国旗，以北京（即北平）为首都，继续使用中华民国年号。
日本方面在一年前确定的方针就已明确提出：“必须考虑冀东自治政府终究不能单独存在，不能采取有碍于形成华北五省分治的措施。如冀察政权的分治机构能达到足以信任的地步，则使冀东地区与该政权合流，成为冀察政权下的一个特别地区。”这时，在华北成立的临时政府，包括河北、山东、山西、河南4个省和北平、天津、青岛3个直辖市，已经达成日本按预定计划设立华北“冀察政权分治机构”的目标，所以此时的冀东防共自治政府这时已无继续存在的必要。日本驻华北的特务机关于是开始指使冀东防共自治政府与中华民国临时政府合并。
1938年1月30日至31日，王克敏与池宗墨在北京举行会议，华北日军特务机关长喜多诚一少将参加会议，并代表日本军方操纵主持其事。按照日本方面的意图，双方签订《中华民国临时政府与冀东防共自治政府的协定》。《协定》决定自2月3日起，解散冀东防共自治政府，将其与中华民国临时政府合并。自2月1日起，冀东防共自治政府不复存在。包括唐山市在内的冀东地区22县于2月1日起隶属于临时政府，从4月1日开始由临时政府河北省公署接管，划为“冀东道”。池宗墨于2月5日被待任为临时政府参议。

## 机构

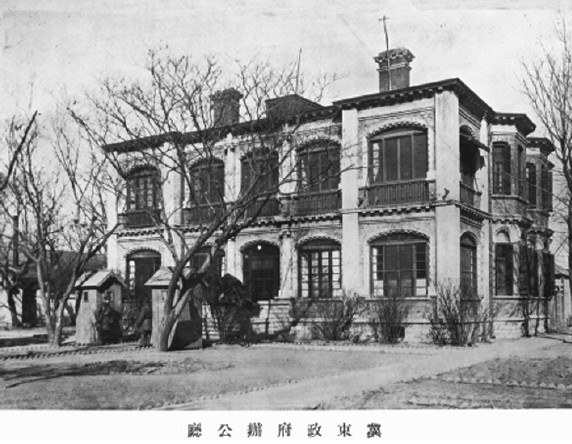
冀东防共自治政府通州办公大楼远景照片

冀东防共自治政府建立时，由殷汝耕任政务长官，总揽军政大权，并统率各保安总队。由池宗墨、王厦才、张庆余、张砚田、张海天、赵雷、李允声、殷体新等8人为“参政”，参助政务长官施行政务。设秘书长1人，由池宗墨担任，辅佐政务长官处理政务。最初，该政权下设3处（秘书处、保安处、外交处）4厅（民政厅、财政厅、教育厅、建设厅），后又增设长官办公厅和实业厅，其中长官办公厅直辖警卫大队、北平办事处和天津办事处。保安处下辖各地的军装库、军械库和修械所。民政厅下辖二十二县的县政府、通县市政公所、唐山直辖警务局、山海关直辖警务局、塘沽直辖警务局、北戴河海滨风景区、各地管理局、禁烟总局等等。在这些单位之外，还另设教科书编纂委员会和水利委员会，教育厅和建设厅分别干预上述两个委员会的职能。其武装部队设保安第一至第四总队，4个总队，另设一个教导总队。
各部门的长官分别为：民政厅长：张仁蠡、财政厅长：赵从懿、教育厅长：刘云笙、建设厅长：王厦材、实业厅长：殷体新、秘书处长：陈会栻、外交处长：王润贞、保安处长：刘宗纪、参事：叶雨衡、禁烟总局局长：刘友惠、货物查验所长：李垣。

## 经济
冀东地区主要资源有全国闻名的开滦五矿及长城煤矿，唐山机车车辆厂、启新洋灰公司、华新纱厂，塘沽的永利碱厂、久大精盐公司、长芦盐场等以及沿海的7县的渔业、棉花等等。
在此基础上，冀东政府推行《冀东全区农业改进计划大纲》，为日本获取当地资源提供便利。冀东政府还在丰润、玉田、迁安、滦县、香河、遵化、抚宁、昌黎等县强行划地几万顷，交给日本“兴中公司”作为试验植棉的农场；成立“通县棉花试验所”、“东亚棉花协会”、“华北棉花会社”等团，帮助日本获得当地的资源。日本6家纱厂还成立“华北棉花协会”，以操纵当地棉花生产。
冀东政府还以减轻税率的办法扶植迁安高丽纸和宝抵土布业的恢复和发展，使这些产品大量流入满洲国。另一方面，冀东政府用降低进口税的办法，协助倾悄日本商品。据海关报告，截至1936年2月的前9个月，华北税收已经摄失达2500余万元。
1935年底，冀东政府派官吏协同日本商人到华新纺织股份有限公可，要求低价收买唐山华新纺织厂，遭到拒绝。1936年，冀东政府对华新课以重税，迫使华新纺织厂陷入困境，不得不将该厂的资产一半售与日本吴羽纺织株式会社。从此，从厂长到主要科室负责人全改由日本人担任，日方掌握工厂的管理权。秦皇岛的耀华玻璃厂和柳江煤矿的长城煤矿公司也先后以收买股份的形式转为日资。对迁安金厂峪（在今迁西下营乡）金矿，冀东政府先是下令限制私人开采，后来通过天津的资本家出卖给日本人。
1936年1月11日，冀东政府保安队侵入塘沽，占领新河、军粮城等产盐区，并向长芦盐运稽核所索款每月60万元，否则停开新（河）榆（临榆）段车辆。当天冀东政府在辖区内设立大隆、大兴公司，由日本人垄断盐产。日本人所进口的原盐，约有50%取于长芦盐场。1936年，冀东政府为日本低价强购长芦盐7万吨，翌年4月又强购10万吨，运往日本。1937年下半年，冀东政府派人协助日本浪人收买盐产，并在塘沽一带强占滩涂，开辟盐田。冀东政府还在昌黎修复废滩，由日本兴中公司加以技术开发，自晒自售，供给日方使用。
关于冀东的武装走私的情况，有文献称：“冀东走私范围的扩大，几乎令人不能置信……仅见有大小各色船只三十三艘泊海湾中，纷纷以货物卸入数十艘之灿额，沿革光景之忙碌，殆无异轮运季节最怕时，津沪沿岸码头之所见。称为走私颇为不当，此殆为自由贸易。彼间不仅为一自由港，且为自由海岸矣。”日本走私的货物也种类繁多。大宗者为人造丝、白糖、卷烟纸，此外还有煤油、汽、山、润滑油、布匹、颜料、铁丝、自行车零件、药品、苹果、牛酪、牙膏、车胎、种籽、罐头食品、酒、果汁、化装品、雨衣、汽水、牛奶、胶鞋、电池等等。组织走私的人数众多，队伍庞大。走私集团有“支那青年同盟”、“石河转运公司”，“旭株公司”、“特殊贸易公司”等等，人数达万人。据天津、秦皇岛两海关调查，仅在1935年8月1日至1936年10月4日的一年零两个月间，经由冀东偷运到天津的日货，计有人造丝540多万吨，卷烟纸50多万吨，砂糖8700多万吨，杂货23万多担。以上偷漏关税合国币3460多万元。在当地的走私的冲击之下，国民政府在华北地区的财政遭受巨大损失，而且当地原有工业遭到严重摧残，许多工厂因之倒闭、停工。玉田县的土布业因遭受日货排挤而衰落。素享盛名的迁安县造纸业由于销路断绝，造纸工人失业者仅1937年上半年就多达3万余人。天津商业遭受摧残也是十分严重，据报载，1936年端午节以后，天津相继倒闭的商企多达500多家；唐山千余家商店中，相继倒闭的约占四分之一。

## 军事
冀东政府的军事力量包括保安队、警察和民团三部分，共计10多万人。保安队总兵力在1万5千人以上，未改编时分为5个总队，1936年8月改编为4个总一队和1个教导总队并附设干部训练所。每个总队兵力约3500人。每个总队下设2个区队，每个区队辖3个大队有官兵480人，设3个中队，配备有机枪、山炮、野炮，及骑警、通讯等特种兵。其中第一、二两总队系河北省政府于十四、十八两旅中抽编而成，第三、四、五总队系将原抗日救国军李石两部改编而成，与第一总队和第二总队相比成分混杂，纪律更乱。改编前的5个总队队长为张庆余、张砚田、周毓英（后改李海天）、赵雷、刘佐周（后改李允声）。改编后张庆余、张砚田、李允声、韩则信分任第一、二、三、四总队长，教导总队的正副总队长由殷汝耕、张庆余兼任。4个总队的防区为：第一总队现分驻于宝坻、香河、通县附近及昌平、怀柔、顺义一带，第二总队现分驻于三河、玉田、蓟县、遵化一带，第三总队现分驻于昌黎、滦县、临榆、抚宁、卢龙、迁安、乐亭一带，第四总队现分驻于塘沽、北塘、宁河、开平、唐山、古冶一带。
冀东政府的警察是由原分驻各县的常备保安团改编而成，总人数为1万2千人。另外就是冀东政府的民团，又称保卫团或散在团。民团是由各县的乡团、商团、伙会和其池武装组建而成，总人数约10万人。各地还从原保安团内部抽调人员组建禁烟队，全部约1.5万人，都是三五十人的小队，直属各地警务局管理，内部很复杂，还没有完全脱离保卫团。。冀东政府统治延伸到城乡各个角落，就是依靠警、团组织，凭借“以警率团，以团辅警”的统抬手段来增强其统治。此外，冀东政府在军队内部还设置一套明确的奖罚和退休机制。1937年2月，满洲国提供500万元的经费，帮助殷汝耕提高部队的装备水平。日本也派出大批军事顾问，帮助冀东政府训练保安队和改编民团。
冀东政府在该军事制度之上建立清乡、连保制度，收缴民间枪支，严禁人民参与抗日运动，禁止人民的言论、集会、结社自由。1936年4月冀东政府发布文告，取缔农会、工会等人民团体，同时却在各地建立“防共组织”，如在通州建立主要从事特务活动“自强社”，并在各县设立分社。保安第四总队长赵雷在唐山纠集警、政、学、商各界要员百余人成立“唐山公民防共协会”。在会上，赵雷宣称：凡“共产分子经举发而调查属实者，应请示政务长官，枭首示众”。会后布告“悬赏缉兵”。7月29日，殷汝耕命令各县于8月15日前抽选壮丁组织“防共义勇军”。仅据冀东政府公布数字统计，从1936年1月至9月，冀东政府审核的重大“盗匪”、共产党案件就有175件，其中与保安队相关的案件就多达62件。
除去冀东政府的军队之外，北宁铁路沿线，山海关、秦皇岛、昌黎、滦县、唐山、塘沽及通州等地都有日本驻军，共3000多人。日军经常打靶、示威、演习，扰乱当地人民的生活秩序。日本驻军拥有凌驾于冀东政权各级机构之上的特权，他们与其他日本浪人一起横行冀东。
通州事件后，冀东保安队完全被日军控制，在日军五次“强化治安运动”中，成为协助日本正规军向中国共产党领导的抗日根据地进行“扫荡”的主要工具。

## 外交
在冀东政府建立当天，日军派出军队防止国民党中央军北上，协助冀东保安队接收各县，同时派出大批顾问到各级政权参与接收工作。1936年1月11日，受日本军部的指示，满洲国外交次长大桥忠一前往通州，访问冀东政府并与其缔结了军事、外交、交通协定，建立了攻守同盟。同年4月12日，殷汝耕特派秘书长池宗墨率代表团赴满洲国首都新京（即长春）和大连日本关东军司令部申谢。池宗墨声明称：“中日满三国，非诚笃亲善，共同协力，（就）不能确立东亚和平”。日军植田谦吉司令官托池宗墨赠送给殷汝耕宝刀等礼物。此外，殷汝耕还多次派遣专员前往蒙疆联合自治政府控制区域考察。

## 教育
冀东22县总人口为6,247,590人，其中学龄儿童为816,488人，入学儿童为269,621人，仅占学龄儿童总数的33.02%，失学率达66.98%。
1936年9月，冀东政府颁布《冀东教育宗旨及实施方针》。其中明晚规定“以发扬固有道德，锻炼健全体格，充实国民生计，促进东亚文化为目的”。为实现这一宗旨，要求普通教育和师范教育要贯彻“孝、悌、忠、信、礼、义、廉、耻”之古训。社会教育的重要内容是灌输反共意识，要求人们养成“力反共产之所为”。其实施方针还规定女子教育应“陶冶优良之妇德，以培养完善家庭根本，而实现贤妻良母之主义”。
与此同时，冀东政府又制定《冀东中小学训育标准》。其中规定实施训育制度是以“发扬孝、悌、忠、信、礼、义、廉、耻固有美德为目标”，并要求教职员“须充分利用教学机会，灌输反共自治之真谛”。为了推行其教育宗旨，冀东政府还制定《冀东防共自治政府取缔教育刊物办法》来严禁传播除其所传授内容之外所有思想。该《办法》规定凡具有下列内容的刊物一律严禁并销毁，即：“宣传共产主义及阶级斗争者，宣传无政府主义及阶级斗争者；其他与本政府不相容之主义者，有党化色彩者；违反政府法令者”等等。还规定“教育刊物于出版前，应将原稿送县政府学务科检查”后，“方许租印”。“对违禁教育刊物，各直辖警务局得检查扣留，呈请民政厅或县政府依法严办”。
冀东的各地小学课本都是经“东亚文化协会”由满洲国印刷出来的。个别由原国内著名编印中小学教课书的商务印书馆出版的课本，选用时则将一切带有民族意识的内容删去，由冀东政府统一专销。
中学以上增设日语课，并派日本人去充当教员。此外还有多地设立日语学校。唐山设有“冀东协和日语学院”一处，“日语教员养成所”一处，各县也多设有日语学校，学日文的人相当多。这些学校的学生动机不同，有的是为了作争方便，有的是被家长强迫送去的。日文教员中有日本人，更多的是东北人。
强迫各校长填“反共志愿书”，具结保证在学校不准有抗日活动或阅读进步书刊、报纸。审查小学教员。当局特别注意小学教员的思想，故时常密切监视小学教员的动态。
此外，冀东政府还派遣学员去日本留学。1936年曾派出第一批留日官费生12人，学习专业为农、工、理、商、医等，期间为3年，学成后为其所用。
冀东政府于1933年2月16日在唐山创办《冀东日报》，1937年8月又接管唐山私营的坚声广播电台，作为冀东政府对属地人民的宣传工具。

## 后续
抗日战争胜利之后，冀东防共自治政府两任委员长殷汝耕、池宗墨被国民政府逮捕，以“通谋敌国，图谋反抗本国”罪被判处死刑，并于1947年12月1日执行枪决。一手策划冀东事变和冀东防共自治政府成立的土肥原贤二，在远东国际军事法庭审理后，作为甲级战犯被判处死刑。